# والتر کیگی
والتر امیل کیگی (به انگلیسی: Walter Emil Kaegi) تاریخدان برجسته در رشته تاریخ بیزانس و استاد دانشگاه شیکاگو می‌باشد. وی مدرک کارشناسی خود را از کالج هَوفورد در سال ۱۹۵۹ و مدرک دکتری خود را از دانشگاه هاروارد در سال ۱۹۶۵ دریافت کرد. شهرت وی برای پژوهشهایش در مورد تاریخ سده‌های چهارم تا یازدهم میلادی متمرکز بر دوره اسلامی است. همچنین فعالیتهای کیگی دربارهٔ دوره انتهایی امپراتوری بیزانس در اروپا و مدیترانه و انقراض آن به دست مسلمانان و پیشروی اسلام در شمال آفریقا در خور توجه است.

## کتابشناسی

### 1970s-1980s
- بیزانس و کاهش رم. Princeton: Princeton University Press, 1968; تجدید چاپ در ۱۹۷۰.
- بیزانس نظامی ناآرامی ۴۷۱–۸۴۳: تفسیراست. آمستردام و لاس پالماس: A. M. Hakkert, 1981.
- ارتش و جامعه و دین در استانبول. لندن: Variorum نسخه تجدید نظر شده و تجدید چاپ، ۱۹۸۲.
- برخی از افکار در بیزانس استراتژی نظامیاست. یونان مطالعات سخنرانی برای Ball State University. Brookline, MA. : یونان کالج، Press, 1983.
- بیزانس و ترانس صحرا تجارت طلا: یک هشدار توجه داشته باشید. Graeco-Arabica, vol. 3 (1984), 95-100.

### 1990s
- Procopius نظامی مورخ. Byzantinische Forschungen 15 (1990) 53-85.
- بیزانس و اوایل فتوحات اسلامی. کمبریج Eng. : Cambridge University Press, 1992. شومیز سال ۱۹۹۵.
- بیزانس تدارکات: مشکلات و چشم‌اندازها. در جمعی حجم اد. توسط John A. لین تحت عنوان تغذیه از مریخ (بولدر:Westview Press, 1993) 39-55.
- قابلیت بیزانس ارتش برای عملیات نظامی در ایتالیا. در: Teodorico e i Goti اد. توسط آنتونیو Carile (راونا: Longo Editore,1995) 79-99.
- مصر در آستانه مسلمان فتح،  کمبریج، تاریخ مصر،  ed. C. Petry (Cambridge: Cambridge University Press, 1998) pp 34-61.

### 2000s
- جامعه و موسسات در روم شرقی آفریقا. در: Ai confini دل'impero. Storia, arte e archeologia della Sardegna bizantina. (کالیاری، ساردنی، ایتالیا،: M & T, Sardegna, 2002) pp.  15-28.
- استناد امپراتور بیزانس. انتشارات دانشگاه کمبریج (۲۰۰۳).
- مقابله با اسلام: امپراتور در مقابل خلفا (641-c است. ۸۵۰). در: Cambridge History of the Byzantine Empire, 2008) 365-394.
- مسلمان گسترش و بیزانس سقوط در شمال آفریقا. انتشارات دانشگاه کمبریج (۲۰۱۰).